# لژیون (فیلم ۱۳۷۷)
لژیون فیلمی به کارگردانی و نویسندگی سید ضیاءالدین دری ساختهٔ سال ۱۳۷۷ است.

## بازیگران
- خسرو شکیبایی
- دانیال حکیمی
- هما روستا
- محمدعلی کشاورز
- فتحعلی اویسی
- غلامرضا طباطبایی
- احمد دامود
- کیانوش گرامی
- آرش تاج تهرانی
- محمد حاج‌حسینی
- معصومه آقاجانی
- شهریار پارسی‌پور
- صالح میرزاآقایی
- رؤیا تیموریان